# Music Station
Music Station (ミュージックステーション) est une émission de variétés japonaise hebdomadaire diffusée depuis octobre 1986 sur TV Asahi, 
actuellement présentée par l'humoriste Tamori. il est actuellement diffusé de 21h00 à 22h00 le vendredi. Le programme est également connu sous le nom de M St. (Mステ, Emu Sute), MS (エムエス, Emu Esu) et M Station (Mステーション, Emu Sutēshon). L'émission est actuellement syndiquée à travers les États-Unis.
Le programme a été diffusé à l'international sur les réseaux d'Animax en Asie du Sud-Est, à Hong Kong, à Taïwan et dans d'autres régions à partir de mars 2007. Il est également diffusé aux États-Unis et au Canada via TV Japan, propriété de NHK, à Hong Kong via TVB J2, à Singapour via Hello Japan! et en République populaire de Chine via CCTV-15.

## Histoire
Music Station est une émission musicale hebdomadaire d'une heure semblable au TRL américain ou au Top of the Pops britannique. Il abrite diverses performances ainsi que des classements simples et d'autres coins. De nombreux groupes musicaux japonais font leurs débuts sur Music Station, mais l'émission a également accueilli de nombreux artistes du monde entier. En octobre 2021, plus de 8 300 chansons avaient été interprétées dans l'émission.
Du 24 octobre 1986 au 31 mars 2000, Music Station a été diffusé en direct le vendredi de 20h00 à 20h54 JST. Il est brièvement passé à 19h54 à 20h48 JST du 14 avril au 15 septembre 2000. L'émission est revenue à son horaire précédent le 6 octobre 2000 et y est restée jusqu'au 13 septembre 2019. Après que TV Asahi ait restructuré son prime time slot, Music Station est diffusée de 21h00 à 21h54 JST depuis le 18 octobre 2019. Ce changement a été fait pour capter le jeune public, qui, selon Tamori, n'est plus à la maison à 20h00,.
Le 12 février 2010, l'émission a célébré son 1000e épisode avec un épisode spécial. Pour célébrer son 25e anniversaire, Music Station a lancé sa chaîne YouTube officielle et une émission Internet, Young Guns on the Web (basée sur son segment Young Guns).

## Présentateur
Music Station est animé par le célèbre comédien de télévision japonais Tamori depuis le 3 avril 1987. À ce jour, il est apparu dans presque tous les épisodes, marquant plus de 1 360 apparitions en tant qu'animateur. En 2021, il a été certifié détenant le record du Livre Guinness des records de "l'émission musicale télévisée en direct la plus ancienne animée par le même présentateur". L'émission est co-animée par Marina Namiki, présentatrice de TV Asahi (depuis le 19 octobre 2018). Les deux plaisantent pour le spectacle entre les représentations.
Sayaka Shimohira a été la co-animatrice de 1996 à 2000. Emi Takeuchi, diffuseur TV Asahi, a été la co-animatrice de 2000 à 2004. Mariko Dō était la co-animatrice précédente de 2004 à 2008. Dō est apparu pour la première fois dans l'émission en avril. 9, 2004. Cet épisode était une émission spéciale de 3 heures intitulée: New Start Best 100. Dō rejoindre le programme a été une surprise pour les médias, car elle était nouvelle dans l'industrie et n'avait été embauchée par TV Asahi que neuf jours avant de devenir la coanimatrice d'une émission aux heures de grande écoute. Après 4 ans et demi, elle est diplômée du programme le 12 septembre 2008 avec Autumn Special Part 1. Yoshie Takeuchi a joué le rôle de co-animateur du 3 octobre 2008 au 27 septembre 2013. Ayaka Hironaka était le co-animateur d'octobre 18 2013 au 7 septembre 2018.
| Date                               | Main              | Sub              | Studio sub        |
| ---------------------------------- | ----------------- | ---------------- | ----------------- |
| 24 octobre 1986 – 27 mars 1987     | Hiroshi Sekiguchi | Rie Nakahara     | Yū Hayami         |
| 3 avril 1987 – 25 décembre 1987    | Tamori            | Rie Nakahara     | Yasumasa Matsui   |
| 8 janvier 1988 – 23 mars 1990      | Tamori            | Yasumasa Matsui  | Chikako Kinoshita |
| 13 avril 1990 – 19 mars 1993       | Tamori            | Hiroshi Ikushima | —                 |
| 9 avril 1993 – 24 septembre 1993   | Tamori            | Hiroshi Ikushima | Satsuki Ariga     |
| 15 octobre 1993 – 22 mars 1996     | Tamori            | Satsuki Ariga    | —                 |
| 5 avril 1996 – 31 mars 2000        | Tamori            | Sayaka Shimohira | —                 |
| 14 avril 2000 – 12 mars 2004       | Tamori            | Emi Takeuchi     | —                 |
| 9 avril 2004 – 12 septembre 2008   | Tamori            | Mariko Dō        | —                 |
| 3 octobre 2008 – 12 septembre 2013 | Tamori            | Yoshie Takeuchi  | —                 |
| 18 octobre 2013 – 7 septembre 2018 | Tamori            | Ayaka Hironaka   | —                 |
| 19 octobre 2018 – présent          | Tamori            | Marina Namiki    | —                 |

## Segments
Music Station héberge divers segments hebdomadaires, les plus courants étant le classement hebdomadaire des singles et le classement mensuel des albums.

### Music Station Ranking
Le segment Music Station Ranking a débuté en novembre 2017. Il s'agit d'un renouvellement du segment "Music Topics".

### Music Station Young Guns
Young Guns est un segment sur Music Station qui a été réalisé sporadiquement depuis ses débuts le 18 février 2005. Il donne des informations sur les nouveaux artistes émergents de la scène musicale japonaise. Le segment implique normalement un VTR (présentation vidéo) avant de donner une petite interview et d'interpréter leur première chanson.
| Liste des Music Station Young Guns | Liste des Music Station Young Guns | Liste des Music Station Young Guns        |
| Date                               | Artiste                            | Chanson                                   |
| ---------------------------------- | ---------------------------------- | ----------------------------------------- |
| 18 février 2005                    | High and Mighty Color              | "Pride"                                   |
| 18 février 2005                    | Under Graph                        | "Tsubasa"                                 |
| 25 février 2005                    | YUI                                | "Feel My Soul"                            |
| 4 mars 2005                        | Se7en                              | "Hikari"                                  |
| 11 mars 2005                       | K                                  | "Over..."                                 |
| 22 avril 2005                      | Shōnan no Kaze                     | "Karasu"                                  |
| 29 avril 2005                      | Rie fu                             | "I Wanna Go to a Place..."                |
| 27 mai 2005                        | Miwako Okuda                       | "Ame to Yume no Ato ni"                   |
| 10 juin 2005                       | Depapepe                           | "Start"                                   |
| 17 juin 2005                       | Tsubakiya Quartette                | "Ajisai"                                  |
| 24 juin 2005                       | Def Tech                           | "My Way", "Kono Mama"                     |
| 2 septembre 2005                   | Younha                             | "Hōki Boshi", "Touch"                     |
| 16 septembre 2005                  | Beat Crusaders                     | "I Can See Clearly Now", "Feel"           |
| 16 septembre 2005                  | AAA                                | "Blood on Fire"                           |
| 4 novembre 2005                    | Miliyah Kato                       | "Jounetsu"                                |
| 9 janvier 2006                     | Home Made Kazoku                   | "Sarubia no Tsubomi"                      |
| 27 janvier 2006                    | Aqua Timez                         | "Tōshindai no Love Song"                  |
| 10 février 2006                    | Yuko Ando                          | "Nо̄zen Katsura (reprise)"                 |
| 17 mars 2006                       | SunSet Swish                       | "My Pace"                                 |
| 21 avril 2006                      | Ikimono-gakari                     | "Sakura"                                  |
| 28 avril 2006                      | Aya Kamiki                         | "Pierrot"                                 |
| 5 mai 2006                         | Mihimaru GT                        | "Kibun Jōjō"                              |
| 2 juin 2006                        | Angela Aki                         | "This Love"                               |
| 9 juin 2006                        | Captain Straydum                   | "Fūsen Gum"                               |
| 4 août 2006                        | Seamo                              | "Lupin the Fire"                          |
| 18 août 2006                       | Jinn                               | "Raion"                                   |
| 25 août 2006                       | Suemitsu & the Suemith             | "Astaire"                                 |
| 1er septembre 2006                 | Fumidō                             | "Aishiteru"                               |
| 8 septembre 2006                   | Sachi Tainaka                      | "Saikō no Kataomoi"                       |
| 17 décembre 2006                   | Chatmonchy                         |                                           |
| 2 février 2007                     | Funky Monkey Babys                 | "Lovin' Life"                             |
| 23 février 2007                    | Jyongri                            | "Possession"                              |
| 6 avril 2007                       | Superfly                           | "Hello Hello"                             |
| 18 mai 2007                        | Kousuke Atari                      | "Hana"                                    |
| 1er juin 2007                      | ET-King                            | "Itoshī Hito e"                           |
| 8 juin 2007                        | Stephanie"                         | "Kimi ga Iru Kagiri"                      |
| 15 juin 2007                       | Doping Panda                       | "I'll Be There"                           |
| 13 juillet 2007                    | Nao Matsushita                     | "Moonshine (Tsukiakari)"                  |
| 27 juillet 2007                    | Monkey Majik                       | "Sora wa Marude"                          |
| 18 août 2007                       | RSP                                | "Lifetime Respect (Onna Hen)"             |
| 18 janvier 2008                    | Perfume                            | "Baby Cruising Love"                      |
| 25 janvier 2008                    | Thelma Aoyama                      | "Soba ni Iru ne"                          |
| 22 février 2008                    | Shota Shimizu                      | "Home"                                    |
| 7 mars 2008                        | Sotte Bosse                        | "Hirari"                                  |
| 25 avril 2008                      | Miho Fukuhara                      | "Change"                                  |
| 5 mai 2008                         | Base Ball Bear                     | "Changes"                                 |
| 16 mai 2008                        | Kariyushi58                        | "Ukui Uta"                                |
| 30 mai 2008                        | Kimaguren                          | "Life"                                    |
| 6 juin 2008                        | Motohiro Hata                      | "Niji ga Kieta Hi"                        |
| 15 août 2008                       | Nico Touches the Walls             | "Broken Youth"                            |
| 5 septembre 2008                   | Girl Next Door                     | "Gūzen no Kakuritsu"                      |
| 17 octobre 2008                    | Flumpool                           | "Hana ni Nare"                            |
| 24 octobre 2008                    | Scandal                            | "Doll"                                    |
| 7 novembre 2008                    | Michi                              | "PROMiSE"                                 |
| 28 novembre 2008                   | Lil'B                              | "Kimi ni Utatta Love Song"                |
| 28 novembre 2008                   | Kurumi Enomoto                     | "Bōken Suisei"                            |
| 16 janvier 2009                    | Monobright                         | "Anata Magic"                             |
| 20 février 2009                    | Lego Big Morl                      | "Ray"                                     |
| 6 mars 2009                        | Rock'A'Trench                      | "My Sunshine"                             |
| 27 mars 2009                       | Dew                                | "Thank You"                               |
| 1er mai 2009                       | Sid                                | "Uso"                                     |
| 5 juin 2009                        | 9mm Parabellum Bullet              | "Black Market Blues", "The Revolutionary" |
| 19 juin 2009                       | May J.                             | "Garden"                                  |
| 10 juillet 2009                    | Kana Nishino                       | "Kimi ni Aitaku Naru Kara"                |
| 14 août 2009                       | Lecca                              | "For You"                                 |
| 23 octobre 2009                    | Hilcrhyme                          | "Shunkashūtō"                             |
| 5 mars 2010                        | Galileo Galilei                    | "Hamanasu no Hana"                        |
| 30 avril 2010                      | Does                               | "Bakuchi Dancer"                          |
| 21 mai 2010                        | Jasmine                            | "Dreamin'"                                |
| 4 juin 2010                        | Mao Abe                            | "Lonely"                                  |
| 30 juillet 2010                    | Moumoon                            | "Sunshine Girl"                           |
| 4 mai 2012                         | Sekai no Owari                     |                                           |
| 18 mai 2012                        | Back Number                        |                                           |
| 25 mai 2012                        | Ayaka Ide                          |                                           |
| 16 juin 2012                       | Civilian Skunk                     |                                           |
| 22 juin 2012                       | Che'Nelle                          |                                           |
| 25 mars 2016                       | La PomPon                          | "Unmei no Roulette Mawashite"             |

### Anciens segments

#### CD Single Ranking
Music Station Single Ranking a couvert les 10 singles les plus vendus de la semaine. Leur graphique différait des graphiques Oricon en ce sens qu'Oricon trace les ventes du lundi au dimanche, tandis que le graphique de Music Station reflète les ventes du vendredi au jeudi. Ce segment est apparu dans presque tous les épisodes du programme depuis 1989. Bon nombre des artistes les plus vendus se produiraient sur Music Station si leur single battait un certain record personnel ou national. Le dernier classement a été diffusé le 24 février 2017.

#### CD Album Hit Ranking
CD Album Hit Ranking était un classement mensuel des albums, répertoriant les albums les plus vendus de l'époque. Le segment comprenait également des performances en direct de groupes / chanteurs pour promouvoir leurs nouveaux albums. Le dernier classement a été diffusé en septembre 2010.

#### Music Topics
La plupart des semaines, Music Station a un segment appelé Music Topics (Mトピ "emu-topi"). Music Topics traite en profondeur de l'actualité de la scène musicale japonaise.

#### Chat Sessions
Chat Sessions était un segment hebdomadaire sur Music Station. Il présentait souvent un nouvel artiste ou acteur apparaissant pour promouvoir un nouveau projet ou un nouveau film. C'était l'un des segments les plus longs de la série. Les co-animateurs de l'émission ont discuté avec les invités hebdomadaires ainsi qu'avec "l'invité spécial" de cette semaine, répondant souvent aux questions des membres du public. Depuis juillet 2005, ce segment est en pause en raison du manque de questions soumises, et il n'y a donc plus que des discussions régulières avec les artistes de la semaine.

#### Mini Music Station
Mini Music Station ou Mini Sta. (ミ ニ ス テ, Mini Sute ) en abrégé, a été diffusé chaque semaine du 18 octobre 2002 au 13 septembre 2019, de 19h54 à 20h00 JST. Diffusé juste avant le début de l'émission principale, le co-animateur a parlé à 1 ou 2 des artistes de cet épisode, puis a présenté les autres artistes qui regardaient ce segment avant d'annoncer que l'émission commencerait sous peu.

## Promotions annuelles
Chaque année, Music Station organise diverses offres spéciales dans tout le Japon. Certains d'entre eux incluent les meilleures chansons saisonnières, les spéciaux d'anniversaire et autres. Celles-ci peuvent durer de 2 à 3 heures. Il y aura également diverses émissions spéciales sans performances d'artistes réels, ce seront souvent les hôtes actuels discutant de l'histoire des spectacles et jouant certaines des performances les plus remarquables.

### Spéciaux 2006
- Music Station Special Love and Winter Song Request Best 111 - 13 janvier, chat spécial de 2 heures
- Music Station Special Spring Song Request Best 111 - 31 mars, spécial artistes de 3 heures
- Music Station Special Summer Song Request Best 111 - 30 juin Spécial chat de 2 heures
- Music Station Special 20th Anniversary Best Clips - 9 septembre, spécial artistes de 2 heures
- Music Station Special 20th Anniversary Best 100x2 - 13 octobre, spécial artistes de 3 heures

### Spéciaux 2007
- Music Station Special Love Songs Man & Women Best 50x2 - 12 janvier, chat spécial de 2 heures
- Music Station Special Spring Special Part 1 Artist Debut Song - 16 mars, spécial artiste de 2 heures
- Music Station Special Spring Special Part 2 Spring Songs Best 111 - 6 avril, spécial artiste de 3 heures

## Super Live
En 1992, Music Station a présenté son plus grand événement annuel en direct, le Music Station Super Live. Music Station Super Live a lieu fin décembre, normalement juste avant ou juste après Noël, en tant que concert de célébration de Noël / fin d'année. En 1998, cela s'est produit le jour de Noël. On demande normalement aux artistes comment s'est déroulée leur année et comment ils planifient leur année à venir. Au départ, les spéciales duraient trois heures, mais à partir de 2003, elles ont depuis été étendues à quatre heures. Les Super Lives ont généralement 20 à 40 artistes qui se produisent; l'édition 2006 comptait 43 artistes. L'édition 2006 de Super Live a également été diffusée plus tard dans le monde entier par Animax sur son réseau en Asie du Sud-Est, en première le 17 février 2007. L'édition 2007 a également été diffusée les 9 et 10 février 2008 sur Animax. En 2019, en l'honneur du 60e anniversaire du réseau, la Music Station Ultra Fes (une version spéciale de l'émission diffusée régulièrement vers l'automne) et le Super Live ont été combinés pour faire Music Station Ultra Super Live, une émission qui a duré plus de 11 heures (12h00 JST ~ 23h10 JST) et a réuni 49 actes.
Music Station Super Live a eu lieu au Tokyo Bay NK Hall à Chiba de 1992 à 2003. En 2004, il a eu lieu au Saitama Super Arena. Depuis 2005, il se tient au Makuhari Messe Event Hall.